# Hongzha
Hongzha (kinesiska: 红扎乡, 红扎) är en socken i Kina. Den ligger i provinsen Sichuan, i den sydvästra delen av landet, omkring 210 kilometer norr om provinshuvudstaden Chengdu. Antalet invånare är 1 051. Befolkningen består av 506 kvinnor och 545 män. Barn under 15 år utgör 23,0 %, vuxna 15-64 år 68 %, och äldre över 65 år 7,0 %.
Genomsnittlig årsnederbörd är 1 074 millimeter. Den regnigaste månaden är juli, med i genomsnitt 212 mm nederbörd, och den torraste är december, med 7 mm nederbörd.